# Iglesia de la Tecnología Espiritual

Logo de la Iglesia de la Tecnología Espiritual.

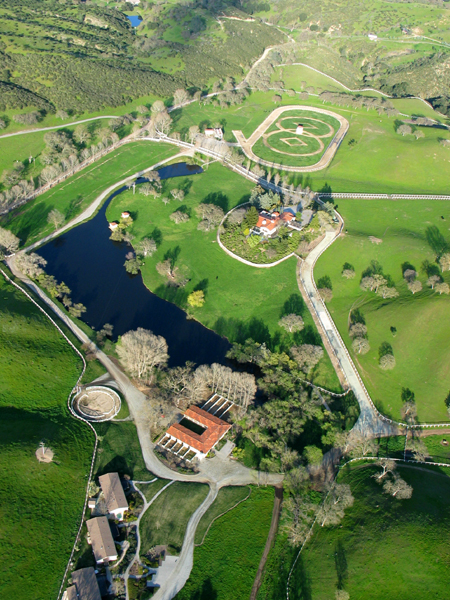
Rancho de la Iglesia de la Tecnología Espiritual cerca de Creston, California. Nótese el logo, arriba en el centro.

La Iglesia de la Tecnología Espiritual (en inglés Church of Spiritual Technology, CST) es una corporación sin ánimo de lucro con sede en California, constituida en 1982, que posee todos los derechos de propiedad intelectual de la obra de L. Ron Hubbard y que autoriza su uso. La CST hace negocios con el nombre de Biblioteca L. Ron Hubbard.
Un memorando de 1993 de la Iglesia de la Cienciología Internacional declaró que la CST:

es una iglesia autónoma de la religión de la Cienciología fuera de la jerarquía eclesiástica internacional de la Cienciología. La CST lleva a cabo un extenso programa de actividades para preservar y archivar las Escrituras de la Cienciología para uso por las generaciones futuras. La CST también posee la opción de adquirir derechos del RTC sobre la tecnología avanzada de la Cienciología y las marcas religiosas en tres conjuntos de circunstancias estrechamente definidos, cada uno de los cuales contempla una amenaza grave a la existencia continua de la religión. La CST es el principal beneficiario del patrimonio del Sr. Hubbard, siempre que obtenga el reconocimiento de su estado de exención de impuestos.

El Servicio de Impuestos Internos concedió la solicitud de exención de CST a través de una carta de reconocimiento oficial el 1 de octubre de 1993.
Ejemplos de propiedad de la CST son la obra El camino a la felicidad y el símbolo de la misma.

## Archivos
La CST supervisa el proyecto de archivo de las escrituras de la Cienciología, cuyo objetivo es preservar las obras de Hubbard en tablillas de acero inoxidable encerradas en cápsulas de titanio en bóvedas especialmente construidas en todo el mundo. Las copias de las obras de Hubbard pasan por un proceso riguroso, comenzando con la eliminación del ácido que causa el deterioro del papel y luego se colocan en sobres de plástico. Luego se colocan en las "cápsulas del tiempo" de titanio. Los escritos también están tallados en placas de acero inoxidable que, según los funcionarios de la Iglesia de la Cienciología, pueden soportar ser rociadas con agua salada durante mil años. Las conferencias grabadas de Hubbard se graban nuevamente en discos compactos de oro encerrados en vidrio.
La Iglesia da un valor primordial a los volúmenes de obras de Hubbard y por eso ha instituido el CST para "grabar todo el corpus de los textos originales de Hubbard en placas de acero". El ejemplo más famoso es la Base Trementina, una bóveda subterránea construida en la ladera de una montaña cerca de Trementina, Nuevo México. Está marcado con un logotipo de CST visible solo desde una gran altura y fue construido a fines de la década de 1980. Antiguos miembros afirman que el propósito de los esfuerzos de archivo de la CST es asegurar que el trabajo de Hubbard sobreviva a un apocalipsis nuclear y reformar la civilización. La iglesia cree que estas planchas durarán más de mil años y que las enseñanzas de Hubbard serán vitales para "reconstruir la civilización", en caso de una agitación global.
Según el sitio web de la Iglesia de la Cienciología, la Iglesia de la Tecnología Espiritual “no está involucrada en la gestión eclesiástica de las iglesias de la Cienciología ni en la prestación de los servicios religiosos de la Cienciología. Sus actividades diarias son los métodos de preservación de archivos a largo plazo para garantizar que las obras grabadas escritas del Sr. Hubbard se conserven para las generaciones futuras”. El sitio web también afirma que el propósito del archivo es poder disponer de la tecnología de L. Ronald Hubbard “en su forma exacta y original, sin importar lo que le suceda a la sociedad”.
Otros lugares de archivo están en Tuolumne, California, y Petrolia, California.